# Sztélé

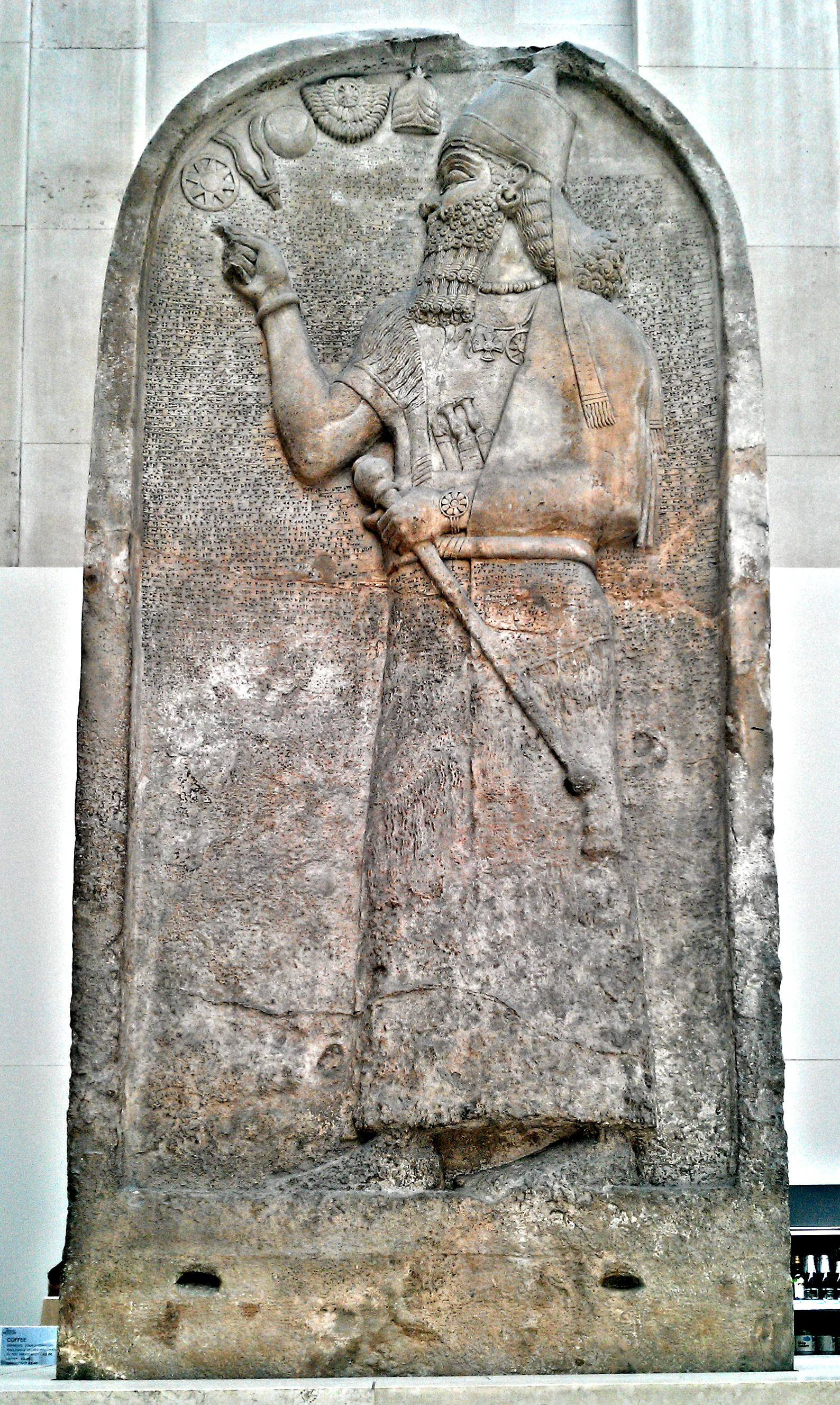
II. Assur-nászir-apli az Újasszír Birodalom egyik jelentős uralkodójának alabástromsztéléje

A sztélé (görög nyelven: στήλη, stēlē) faragott, vésett jelekkel vagy feliratokkal, gyakran ábrázolásokkal is ellátott nagyméretű kőtábla, kő- vagy ritkábban faoszlop, melyet többnyire emlékműnek vagy síremléknek emeltek.

## Története
Gyakran egy terület határainak jelölésére, városalapítás vagy győzelmes csaták emlékének megörökítésére is használták.
Használata széles körben elterjedt az ókori Közel-Keleten, Egyiptomban, Görögországban, továbbá Kínában és Belső-Mongóliában, valamint Közép-Amerikában az olmék és a maja civilizáció területén.
A sztélék régi kultúrák, gyakran egész eltűnt népek vagy civilizációk tanúi. Esetenként a történelem legfontosabb forrásai közé tartoznak, mint pl. Hammurapi törvényoszlopa, az óbabiloni kor egyik legfontosabb szövegemléke, mely a párizsi Louvre-ban található. Sok más múzeum, köztük a budapesti Szépművészeti Múzeum is őriz közülük néhányat, ilyen pl. Hormesz kincstárőr sztéléje az ókori Egyiptomból (újbirodalom).

## Híres sztélék
- Hammurapi törvényoszlopa
- Palermói kő (egyiptomi)
- Merenptah-sztélé (egyiptomi)
- Mésa-sztélé (izraeli)
- Rosette-i kő (egyiptomi)
- Qianlingi szöveg nélküli sztélé (kínai)

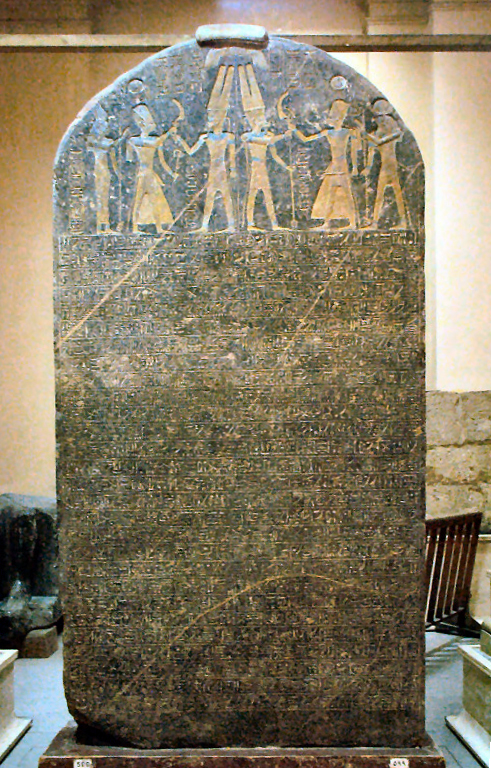
Merenptah-sztélé
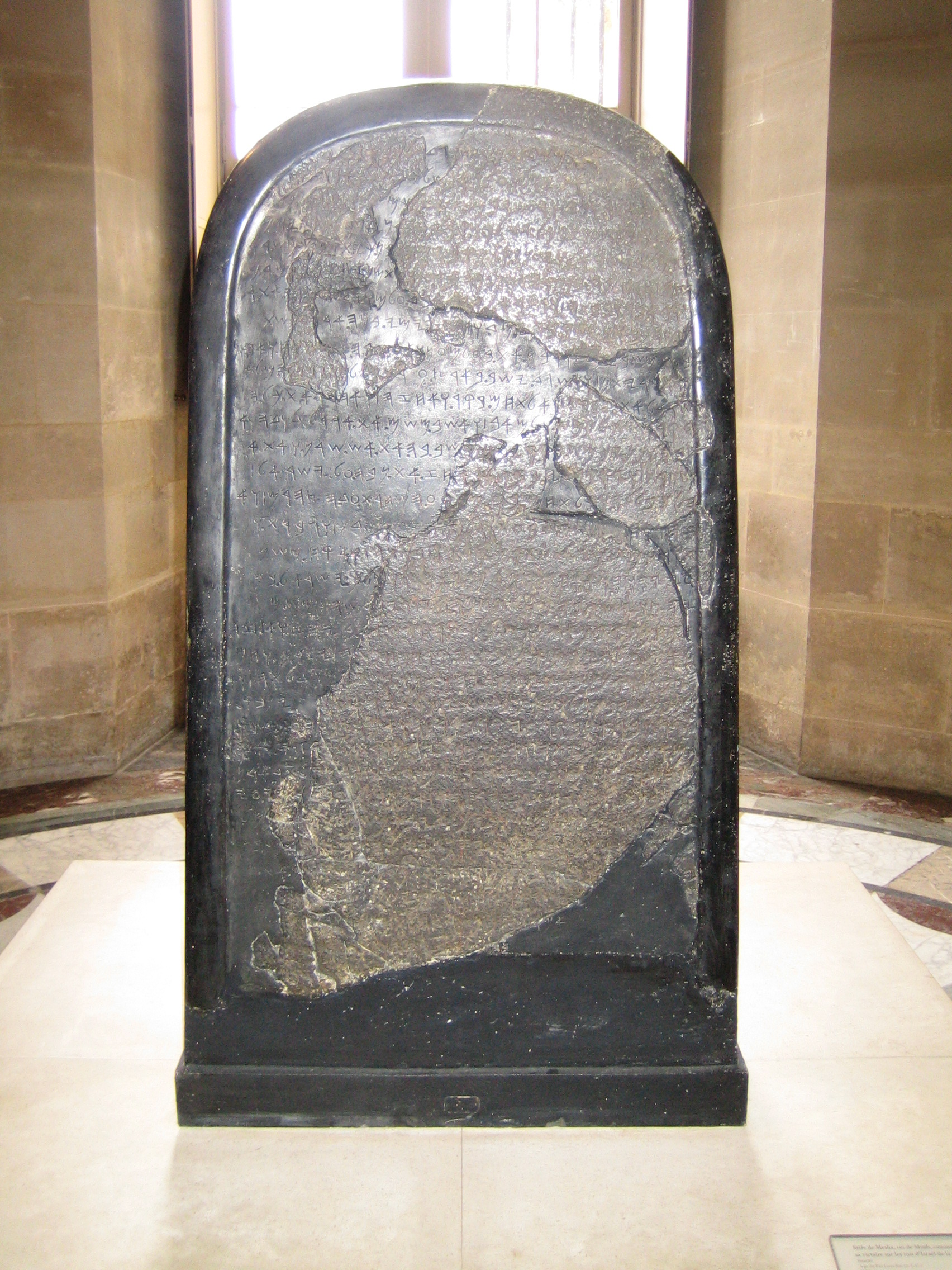
Mésa-sztélé
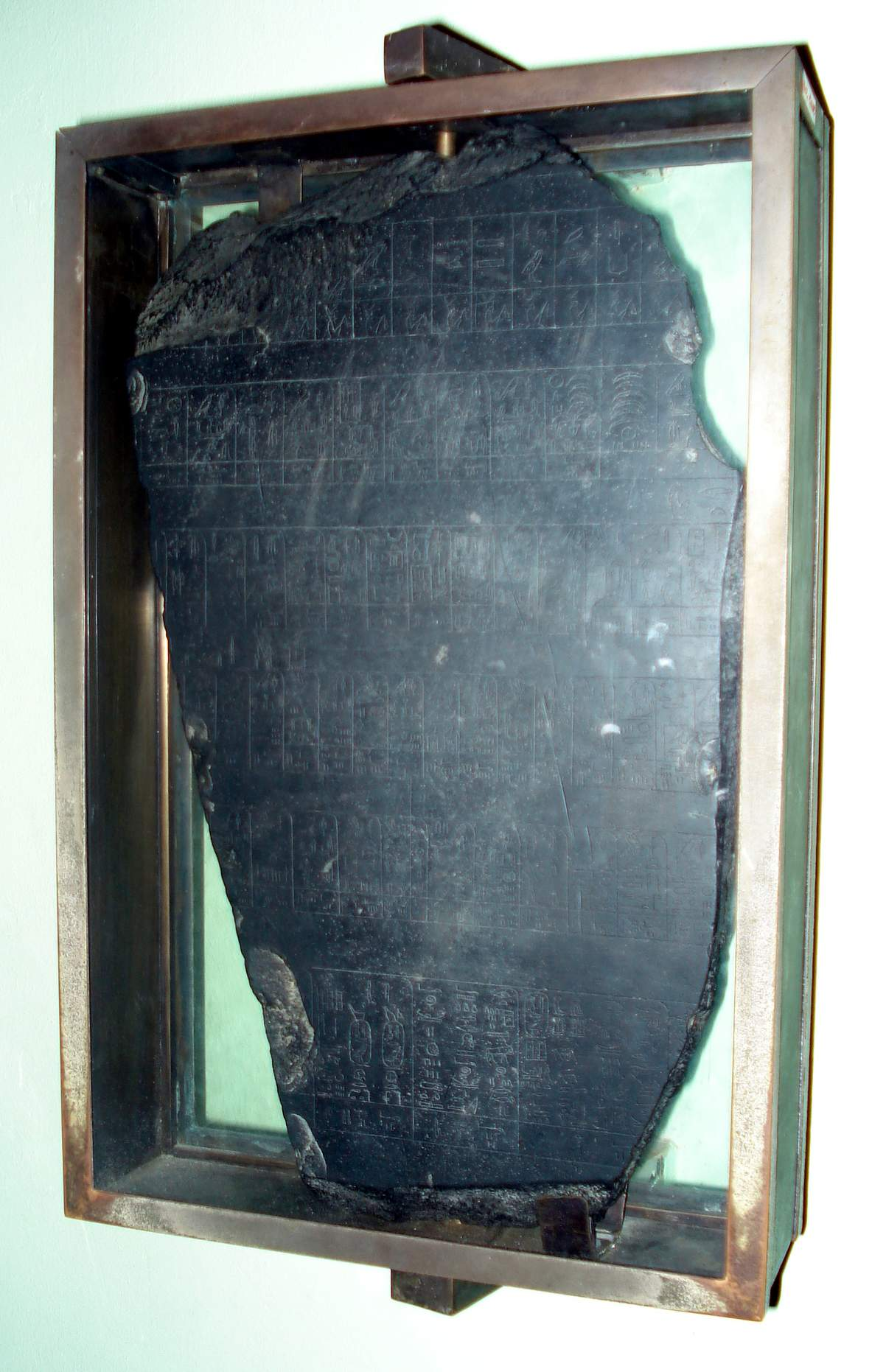
Palermói kő
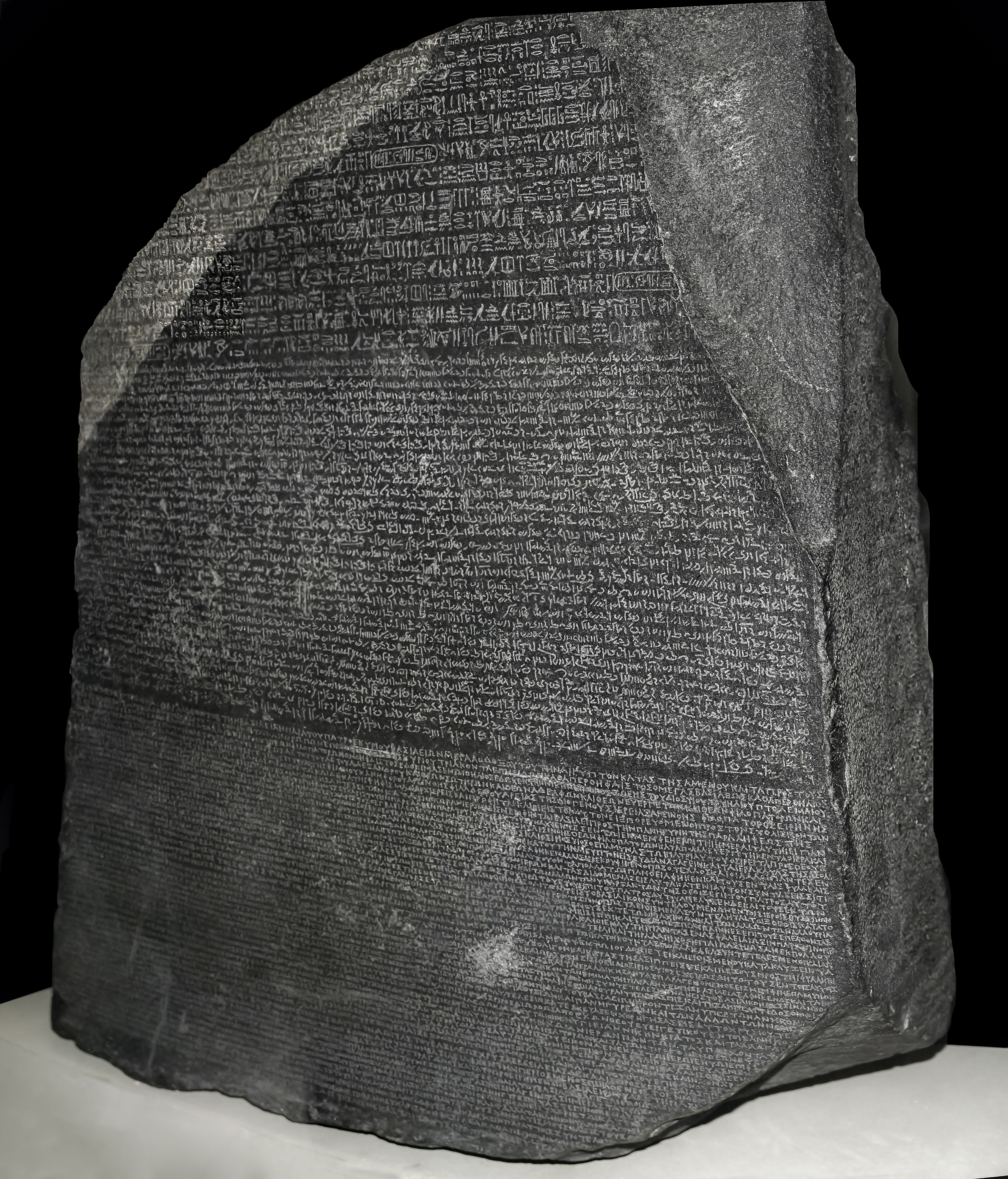
Rosette-i kő
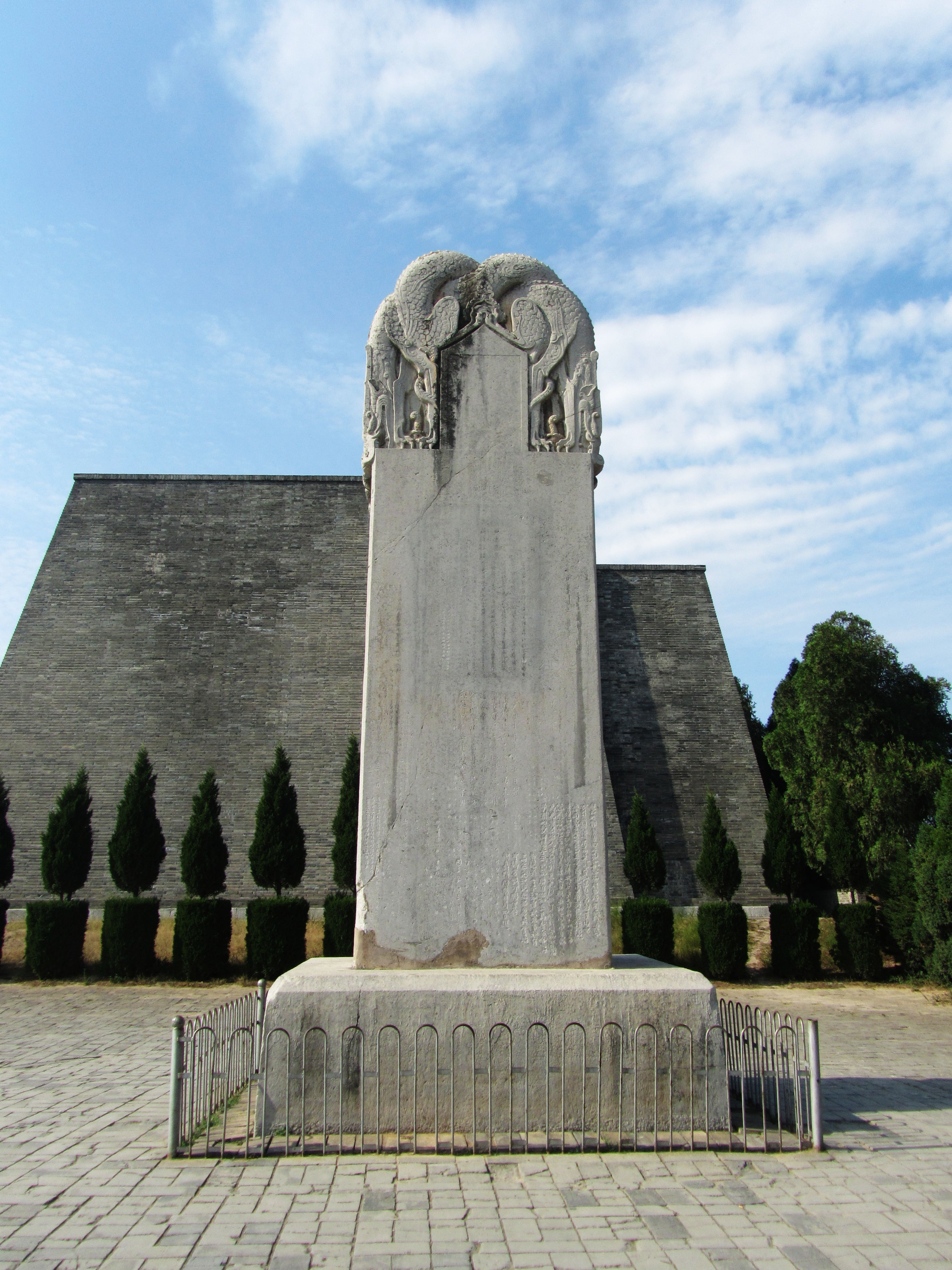
Qianlingi szöveg nélküli sztélé